# Alma Norsell
Alma Norsell, född Eriksson den 18 maj 1870 i Järfälla, död 24 maj 1948 i Karlstad, var en svensk facklig och politisk pionjär.
Hon var sekreterare i Stockholms sömmerskeförening 1894–1896, kassör i Kvinnliga herrskrädderiarbetareföreningen 1897–1903 och styrelseledamot i Kvinnornas Fackförbund 1902–1903. Hon var även ledamot av Kommittén för den kvinnliga agitationen 1901–1902, ordförande i Borås socialdemokratiska kvinnoklubb 1904–1906, i Arvikaklubben 1908, i Karlstad-klubben 1909, i Värmlands socialdemokratiska kvinnodistrikt 1915–1921 och 1922–1935 och ledamot av stadsfullmäktige i Karlstad 1919–1920. 

## Biografi
Alma Maria Norsells far var grovarbetare och statare, båda låglöneyrken. Efter folkskolan arbetade Alma Norsell som piga, först på en gård i Bromma och sedan hos en Stockholmsfamilj. I 20-årsåldern bytte hon yrke och blev sömmerska. Hon ingick äktenskap 1903 med Anders Norsell och de fick tillsammans tre barn. 

### Verksamhet i Stockholm
Hon anslöt sig till Sömmerskornas fackförening, som bildats 1890. Åren 1892–1897 var hon sekreterare i samma fackförening. Därefter var hon kassör i Kvinnliga herrskrädderiarbetarföreningen 1898–1902, som bildats när också kvinnor börjat arbeta med herrskrädderi. På 1890-talet handlade det fackliga arbetet till stor del om att bilda fackföreningar och kvinnorna mötte dubbelt motstånd – både bland arbetsgivare och i manligt dominerade fackföreningar. Svenska skrädderiarbetarförbundet organiserade i början endast män. Så småningom släpptes de kvinnliga herrskrädderiarbetarna in men när förbundet hade kongress 1901 var Alma Norsell ensam kvinna bland deltagarna. Det hindrade inte att hon engagerat argumenterade för de kvinnliga medlemmarnas intressen på kongressen.
År 1901 valdes Alma Norsell till facklig representant i Kommittén för den kvinnliga agitationen, ”Agitationskommittén”. Det var olika kvinnodominerade fackföreningar som tillsammans med två socialdemokratiska kvinnoklubbar i Stockholm (Allmänna klubben och Södra klubben) som startat Agitationskommittén. År 1902 beslöt man att omvandla kommittén till ett fackförbund, Kvinnornas fackförbund. När en styrelse valdes 1903 blev Alma Norsell en av ledamöterna. Kvinnornas fackförbund växte och bedrev framgångsrikt arbete för att höja medlemmarnas löner. Alma Norsell hann vara med om både en strejk och en lock-out, innan hon 1903 lämnade Stockholm. Hon var då även engagerad politiskt i Södra Kvinnoklubben, där hon blev ordförande 1903.

### Verksamhet i landsorten
Alma Norsells lovande politiska och fackliga karriär avbröts med flytten från Stockholm och giftermålet med Anders Norsell 1903. Anders Norsell var skräddare men också resande agitator och platsombud för lokala socialdemokratiska tidningar, först i Borås och sedan på olika orter i Värmland. Alma Norsell flyttade med sin man, födde barn och bildade kvinnoklubbar. Den förste sonen föddes i Borås 1906, där Alma Norsell startade en kvinnoklubb. Sedan de flyttat till Arvika föddes andre sonen 1908 efter att Alma Norsell bildat ännu en kvinnoklubb. Mönstret upprepades i Karlstad, där hon 1908 blev ordförande i den då nybildade kvinnoklubben och 1910 födde hon en dotter.
Under storstrejken 1909 var Alma Norsell ordförande i Karlstads kvinnoklubb, som ordnade möten med arbeterskor. Vid en stor kvinnodemonstration i Karlstad, som samlade tusentalet deltagare, var Alma Norsell huvudtalare. Några år senare var hon med och bildade Värmlands kvinnodistrikt. Dessutom deltog hon som ombud på flera av det socialdemokratiska kvinnoförbundets kongresser i Stockholm, där hon förde fram synpunkter från landsorten. Problemen med att nå och organisera kvinnorna var ofta stora, något som den Stockholmsbaserade ledningen av kvinnoförbundet inte alltid hade kunskap om, enligt Alma Norsell. Det var också svårt att intressera landsbygdens kvinnor för rösträttsfrågan. Hulda Andersson, senare gift Flood och partiets första kvinnliga (biträdande) partisekreterare, var en tid ordförande i Karlstadklubben och blev god vän med Alma Norsell. De var båda skrädderiarbetare och Alma Norsell tog upp sitt gamla yrke i Karlstad 1912, troligen som hemsömmerska. Hon fortsatte att resa på agitationsresor, då som formellt utsedd till kvinnoförbundets agitator. När Värmlands kvinnodistrikt bildades 1915 fanns både Alma Norsell och Hulda Flood med i styrelsen. Alma Norsell blev ordförande och Hulda Flood sekreterare. Alma Norsell var med ett kort avbrott distriktsordförande ända till 1935. Hon hade också uppdrag för landsting och kommun.

### Valet 1921
När kvinnor för första gången fick rösta i 1921 års riksdagsval satsade både det socialdemokratiska partiet och kvinnoförbundet på agitation bland kvinnor. Enligt en uppgift anlitades 25 kvinnor i den centralt organiserade valkampanjen. De (s)-kvinnor som framträdde mest var de som var valbara på riksdagslistan, Agda Östlund och Nelly Thüring, men också Alma Norsell var flitigt ute och agiterade. Hennes man stod också på socialdemokraternas riksdagslista. Han blev invald i andra kammaren, där han verkade till sin död 1935. Hon är, liksom maken, begravd på Ruds kyrkogård i Karlstad.

## Eftermäle
Alma Norsell var ”klok och försynt, varm och moderlig” som Signe Vessman, kvinnoförbundets ordförande, skrev i Morgonbris i samband med hennes bortgång. Alma och Anders Norsells äktenskap ansågs vara ovanligt jämställt för sin tid. Efter flytten från Stockholm kunde Alma Norsell fortsätta arbeta, om än mer politiskt än fackligt. Hon avled i Karlstad 1948 och är begravd på Ruds kyrkogård.